# CommScope
CommScope — американская компания-провайдер глобальной сетевой инфраструктуры, базирующаясяя в Хикори, штат Северная Каролина. Основана в 1976 году. В 1997 году CommScope была выделена из General Instrument и имеет более 20 000 сотрудников по всему миру, с клиентами в более чем 130 странах.
CommScope производит бренды корпоративной инфраструктуры Systimax и Uniprise из медной неэкранированной витой пары, соединительных панелей, разъемов и оптоволоконных кабелей, соединительных панелей, стеллажей и металлических элементов. CommScope также производит экологически безопасные шкафы для приложений FTTN и DSL.

## История
В 1975 году CommScope был продуктом линейки Superior Continental Cable. 29-летний Фрэнк Дрендел возглавлял команду, ответственную за продажу неисправной линейки продуктов. Дрендел и Джерлд Леонардт основали CommScope в августе 1976 года, собрав 5,1 млн долларов для покупки линейки продуктов CommScope. Через 2 года CommScope и Valtech объединились под именем Valtech. В 1979 году Valtech пожертвовал линию и оборудование для волоконно-оптической связи, чтобы соединить Палату представителей США со студиями C-SPAN, впервые предоставив возможность прямой трансляции заседаний Конгресса США.
В 1980-х Valtech продал M/A-COM, и CommScope стал частью Cable Home Group для M/A-COM. В 1983 году CommScope сформировал подразделение Network Cable для локальных сетей, передачи данных, только телевизионного приема и специализированных проводных рынков. В 1986 году компания M/A-COM продала подразделение Cable Home Group компании General Instrument. CommScope стал подразделением General Instrument.
В 1990 году CommScope открыл новое производственное предприятие в Клермонте, Северная Каролина, чтобы удовлетворить возросший спрос на неэкранированную витую пару (медная телефонная проводка), телевизионные кабели только для приема (используемые для приема на потребительском спутнике) и кабели для персональных компьютеров.
В 1997 году General Instrument разделился на три независимые, публично торгуемые компании, одной из которых была CommScope.
В 2000 году CommScope открыл свою новую глобальную штаб-квартиру в Хикори, Северная Каролина. В 2004 году CommScope приобрел бизнес Avaya Connectivity Solutions и унаследовал бренд SYSTIMAX, компанию, возможно, наиболее известную своими корпоративными кабельными системами. Решения Avaya Carrier, которые предлагали продукты, предназначенные для приложений коммутации и передачи в телефонных центральных офисах и в защищенных корпусах, также стали частью CommScope. Это приобретение удвоило размер CommScope. В 2007 году CommScope приобрела глобального поставщика беспроводной инфраструктуры Andrew Corporation. Благодаря новому бренду Andrew, CommScope стал мировым лидером в области решений для радиочастотных подсистем для беспроводных сетей и снова удвоил размер CommScope.
25 октября 2010 года инвестфонд Carlyle Group объявил, что заплатит 31,50 $ за акцию, или около 2,98 млрд $, за покупку CommScope. В 2011 году приобретение Carlyle Group было завершено. Это сделало CommScope частной собственностью Carlyle Group и исключило его из листинга Нью-Йоркской фондовой биржи. Приобретение также изменило исполнительную структуру CommScope: Эдди Эдвардс был назначен президентом и генеральным директором, сменив Дрендела, который был генеральным директором CommScope с момента основания компании в 1976 году, Дрендел остался председателем правления.
В июле 2011 года CommScope получил награду «Продукт года в области коммуникационных решений 2010» от корпорации Technology Marketing за свой продукт Wired For Wireless.
2 августа 2013 года CommScope подал в SEC заявку на привлечение до 750 млн $ в ходе первичного публичного размещения акций. Первичное публичное размещение акций и первые публичные торги состоялись 25 октября 2013 года на NASDAQ.
В 2015 году CommScope приобрела подразделение широкополосных сетевых решений (BNS) компании TE Connectivity. В 2015 году CommScope приобрел частную компанию Airvana, специализирующуюся на решениях для небольших сотовых сетей для беспроводных сетей.
В ноябре 2016 года Carlyle Group объявила о продаже оставшихся акций.
16 мая 2017 года CommScope представил платформу для высокоскоростной миграции.
8 ноября 2018 года CommScope объявил, что приобретет Arris International (владельца бывшего кабельного и спутникового подразделения General Instrument) за 7,4 млрд $, включая погашение долга. Это приобретение привело к объединению двух компаний. Сделка была завершена 4 апреля 2019 года. В феврале 2019 года акционеры Arris одобрили покупку.

## Приобретения
В 2004 году компания приобрела бизнес Avaya Connectivity Solutions. Приобретение бизнеса Avaya включало в себя интеллектуальную собственность и патенты от Western Electric, AT&T, Lucent Technologies и Avaya.
В июне 2007 года CommScope приобрела Andrew Corporation за $2,6 млрд. Продукты Andrew Corporation включали в себя антенны, кабели, усилители, повторители, трансиверы, а также программное обеспечение и системы обучения для широкополосной и сотовой промышленности.
В январе 2015 года CommScope согласился приобрести TE Connectivity за $3 млрд. Сделка состоялась 28 августа 2015 года.
В октябре 2015 года CommScope приобрел Airvana, производителя мелких сот и фемтосот.

## Руководство
- Франк М. Дрендел — основатель и председатель совета директоров
- Марвин (Эдди) С. Эдвардс-младший — президент и главный исполнительный директор
- Александр В. Пиз — исполнительный вице-президент и финансовый директор
- Брюс Макклелланд — исполнительный вице-президент и главный операционный директор
- Morgan CS Kurk — исполнительный вице-президент и технический директор